# Kiamesha Lake (Nueva York)
Kiamesha Lake es un lugar designado por el censo (en inglés, census-designated place, CDP) situado en el municipio de Thompson, en el condado de Sullivan, estado de Nueva York, Estados Unidos. Según el censo de 2020, tiene una población de 320 habitantes.